# مویسینگه (چیچواتس)
مویسینگه (به صربی: Mojsinje) یک منطقهٔ مسکونی در صربستان است که در چیچواتس واقع شده‌است. مویسینگه ۳۶ نفر جمعیت دارد.